# 第42回社会人野球日本選手権大会予選
第42回社会人野球日本選手権大会予選は、第42回社会人野球日本選手権大会の出場チームを決定するために行われた予選および各種大会の結果をまとめたものである。
本戦出場を決める代表決定戦（各種大会決勝戦）以外のコールド、延長のイニングは記載しない。

## 第87回都市対抗野球大会
トヨタ自動車はすでに本戦出場権を得ているため、東海地区からの最終予選出場枠1増

## 第41回全日本クラブ野球選手権大会
- 1回戦

千曲川硬式野球クラブ　2－0　NSBベースボールクラブ
弘前アレッズ　8－7　YBC柏
県警桃太郎　5－2　GOLD'S GYMベースボールクラブ
富士通アイソテックベースボールクラブ　4－2　TRANSYS
大和高田クラブ　8－1　オール江刺
ビッグ開発ベースボールクラブ　6－1　茨城ゴールデンゴールズ
全足利クラブ　9－0　ゴールデンリバース
山口防府ベースボールクラブ　9－4　矢場とんブースターズ
- 2回戦

千曲川硬式野球クラブ　9－2　弘前アレッズ
富士通アイソテックベースボールクラブ　11－9　県警桃太郎
ビッグ開発ベースボールクラブ　4－3　大和高田クラブ
全足利クラブ　6－5　山口防府ベースボールクラブ
- 準決勝

千曲川硬式野球クラブ　6－1　富士通アイソテックベースボールクラブ
ビッグ開発ベースボールクラブ　5－4　全足利クラブ
- 決勝

ビッグ開発ベースボールクラブ　2x－1　千曲川硬式野球クラブ
ビッグ開発ベースボールクラブが本戦出場

## 日本選手権対象大会

### 第71回JABA東京スポニチ大会
- 予選リーグAブロック

第1戦　JR東日本　3－2　ジェイプロジェクト
第2戦　日本通運　4－2　大阪ガス
第3戦　JR東日本　5－0　日本通運
第4戦　大阪ガス　7－0　ジェイプロジェクト
第5戦　ジェイプロジェクト　7－5　日本通運
第6戦　JR東日本　4－1　大阪ガス
（1位：JR東日本（3勝）、2位：大阪ガス（1勝2敗）、3位：日本通運（1勝2敗）、4位：ジェイプロジェクト（1勝2敗）＝2～4位は勝ち点による）
- 予選リーグBブロック

第1戦　JX-ENEOS　5－4　鷺宮製作所
第2戦　JR東日本東北　5－1　JFE東日本
第3戦　JFE東日本　5－0　JX-ENEOS
第4戦　JR東日本東北　2－0　鷺宮製作所
第5戦　JFE東日本　10－1　鷺宮製作所
第6戦　JX-ENEOS　3－1　JR東日本東北
（1位：JR東日本東北（2勝1敗）、2位：JFE東日本（2勝1敗）、3位：JX-ENEOS（2勝1敗）、4位：鷺宮製作所（3敗）＝1～3位は勝ち点および総失点の順による）
- 予選リーグCブロック

第1戦　富士重工業　4－3　東京ガス
第2戦　新日鐵住金かずさマジック　7－4　JR九州
第3戦　新日鐵住金かずさマジック　8－2　富士重工業
第4戦　JR九州　8－7　東京ガス
第5戦　東京ガス　5－2　新日鐵住金かずさマジック
第6戦　JR九州　5－2　富士重工業
（1位：新日鐵住金かずさマジック（2勝1敗）、2位：JR九州（2勝1敗）、3位：富士重工業（1勝2敗）、4位：東京ガス（1勝2敗）＝1・2位、3・4位は直接対戦の成績による）
- 予選リーグDブロック

第1戦　明治安田生命　2－0　東芝
第2戦　日本新薬　1－0　西濃運輸
第3戦　日本新薬　6－2　明治安田生命
第4戦　東芝　7－0　西濃運輸
第5戦　日本新薬　4－3　東芝
第6戦　西濃運輸　5－2　明治安田生命
（1位：日本新薬（3勝）、2位：東芝（1勝2敗）、3位：明治安田生命（1勝2敗）、4位：西濃運輸（1勝2敗）＝2～4位は勝ち点の差による）
- 準決勝

新日鐵住金かずさマジック　6－1　JR東日本
日本新薬　3－0　JR東日本東北
- 決勝

日本新薬　3－1　新日鐵住金かずさマジック
日本新薬が本戦出場

### 第63回JABA静岡大会
- 予選リーグAブロック

第1戦　三菱自動車岡崎　3－2　新日鐵住金鹿島
第2戦　エナジック　4－2　ヤマハ
第3戦　新日鐵住金鹿島　2－1　エナジック
第4戦　三菱自動車岡崎　6－2　ヤマハ
第5戦　ヤマハ　6－0　新日鐵住金鹿島
第6戦　三菱自動車岡崎　4－1　エナジック
（1位：三菱自動車岡崎（3勝）、2位：ヤマハ（1勝2敗）、3位：新日鐵住金鹿島（1勝2敗）、4位：エナジック（1勝2敗）＝2～4位は勝ち点の差による）
- 予選リーグBブロック

第1戦　東邦ガス　7－5　JFE東日本
第2戦　Honda鈴鹿　9－1　パナソニック
第3戦　JFE東日本　3－2　パナソニック
第4戦　東邦ガス　7－0　Honda鈴鹿
第5戦　JFE東日本　4－1　Honda鈴鹿
第6戦　東邦ガス　4－3　パナソニック
（1位：東邦ガス（3勝）、2位：JFE東日本（2勝1敗）、3位：Honda鈴鹿（1勝2敗）、4位：パナソニック（3敗））
- 予選リーグCブロック

第1戦　JR東日本　4－3　新日鐵住金東海REX
第2戦　トヨタ自動車東日本　7－2　東海理化
第3戦　JR東日本　7－0　トヨタ自動車東日本
第4戦　東海理化　8－3　新日鐵住金東海REX
第5戦　JR東日本　1－0　東海理化
第6戦　新日鐵住金東海REX　11－0　トヨタ自動車東日本
（1位：JR東日本（3勝）、2位：新日鐵住金東海REX（1勝2敗）、3位：東海理化（1勝2敗）、4位：トヨタ自動車東日本（1勝2敗）＝2～4位は勝ち点の差による）
- 予選リーグDブロック

第1戦　王子　4－0　明治安田生命
第2戦　バイタルネット　4－3　永和商事ウイング
第3戦　バイタルネット　2－1　明治安田生命
第4戦　王子　3－2　永和商事ウイング
第5戦　明治安田生命　4－0　永和商事ウイング
第6戦　王子　6－1　バイタルネット
（1位：王子（3勝）、2位：バイタルネット（2勝1敗）、3位：明治安田生命（1勝2敗）、4位：永和商事ウイング（3敗））
- 準決勝

東邦ガス　2－0　王子
三菱自動車岡崎　4－0　JR東日本
- 決勝

東邦ガス　2－0　三菱自動車岡崎
東邦ガスが本戦出場

### 第45回JABA四国大会
- 予選リーグAブロック

第1戦　JR四国　15－6　MSH医療専門学校
第2戦　東京ガス　15－0　宮崎梅田学園
第3戦　JR四国　9－2　宮崎梅田学園
第4戦　東京ガス　16－1　MSH医療専門学校
第5戦　東京ガス　4－0　JR四国
第6戦　宮崎梅田学園　5－1　MSH医療専門学校
（1位：東京ガス（3勝）、2位：JR四国（2勝1敗）、3位：宮崎梅田学園（1勝2敗）、4位：MSH医療専門学校（3敗））
- 予選リーグBブロック

第1戦　JR九州　6－0　三菱自動車倉敷オーシャンズ
第2戦　JR九州　11－0　四国銀行
第3戦　西濃運輸　2－1　三菱自動車倉敷オーシャンズ
第4戦　JR九州　6－4　西濃運輸
第5戦　四国銀行　5－4　三菱自動車倉敷オーシャンズ
第6戦　西濃運輸　9－2　四国銀行
（1位：JR九州（3勝）、2位：西濃運輸（2勝1敗）、3位：四国銀行（1勝2敗）、4位：三菱自動車倉敷オーシャンズ（3敗））
- 予選リーグCブロック

第1戦　沖縄電力　7－6　JR北海道
第2戦　JR北海道　8－5　日本生命
第3戦　沖縄電力　10－0　アークバリア
第4戦　日本生命　7－1　アークバリア
第5戦　JR北海道　9－0　アークバリア
第6戦　日本生命　9－2　沖縄電力
（1位：日本生命（2勝1敗）、2位：沖縄電力（2勝1敗）、3位：JR北海道（2勝1敗）、4位：アークバリア（3敗）＝1～3位は勝ち点の差による）
- 予選リーグDブロック

第1戦　NTT西日本　8－1　ツネイシ
第2戦　JX-ENEOS　13－1　徳島インディゴソックス
第3戦　NTT西日本　2－1　徳島インディゴソックス
第4戦　JX-ENEOS　4－1　ツネイシ
第5戦　徳島インディゴソックス　4－1　ツネイシ
第6戦　JX-ENEOS　7－0　NTT西日本
（1位：JX-ENEOS（3勝）、2位：NTT西日本（2勝1敗）、3位：徳島インディゴソックス（1勝2敗）、4位：ツネイシ（3敗））
- 準決勝

JX-ENEOS　5－0　日本生命
東京ガス　5－0　JR九州
- 決勝

東京ガス　3－0　JX-ENEOS
東京ガスが本戦出場

### 第59回JABA岡山大会
- 予選リーグAブロック

第1戦　日本新薬　2－1　シティライト岡山
第2戦　JR西日本　3－2　シティライト岡山
第3戦　日本通運　2－0　日本新薬
第4戦　日本通運　2－0　シティライト岡山
第5戦　日本新薬　4－1　JR西日本
第6戦　JR西日本　7－3　日本通運
（1位：日本通運（2勝1敗）、2位：JR西日本（2勝1敗）、3位：日本新薬（2勝1敗）、4位：シティライト岡山（3敗）＝1～3位は勝ち点および失点数の差による）
- 予選リーグBブロック

第1戦　パナソニック　6－0　鮮ど市場ゴールデンラークス
第2戦　三菱重工広島　13－2　航空自衛隊千歳
第3戦　鮮ど市場ゴールデンラークス　3－1　航空自衛隊千歳
第4戦　パナソニック　9－6　三菱重工広島
第5戦　三菱重工広島　（不戦勝）　鮮ど市場ゴールデンラークス
第6戦　パナソニック　14－0　航空自衛隊千歳
（1位：パナソニック（3勝）、2位：三菱重工広島（2勝1敗）、3位：鮮ど市場ゴールデンラークス（1勝2敗）、4位：航空自衛隊千歳（3敗））
- 予選リーグCブロック

第1戦　JR四国　4－0　新日鐵住金広畑
第2戦　JFE西日本　4－3　JR四国
第3戦　トヨタ自動車　3－0　新日鐵住金広畑
第4戦　新日鐵住金広畑　3－1　JFE西日本
第5戦　トヨタ自動車　8－1　JR四国
第6戦　トヨタ自動車　9－0　JFE西日本
（1位：トヨタ自動車（3勝）、2位：新日鐵住金広畑（1勝2敗）、3位：JR四国（1勝2敗）、4位：JFE西日本（1勝2敗）＝2～4位は勝ち点および失点数の差による）
- 予選リーグDブロック

第1戦　JR東海　2－0　三菱重工長崎
第2戦　三菱重工長崎　11－1　三菱自動車倉敷オーシャンズ
第3戦　伯和ビクトリーズ　3－2　JR東海
第4戦　JR東海　4－3　三菱自動車倉敷オーシャンズ
第5戦　三菱重工長崎　2－1　伯和ビクトリーズ
第6戦　伯和ビクトリーズ　11－3　三菱自動車倉敷オーシャンズ
（1位：三菱重工長崎（2勝1敗）、2位：JR東海（2勝1敗）、3位：伯和ビクトリーズ（2勝1敗）、4位：三菱自動車倉敷オーシャンズ（3敗）＝1～3位は勝ち点および失点数の差による）
- 準決勝

トヨタ自動車　2－1　日本通運
三菱重工長崎　3－1　パナソニック
- 決勝

トヨタ自動車　2－0　三菱重工長崎
トヨタ自動車が本戦出場

### 第39回JABA日立市長杯争奪大会
- 予選リーグAブロック

第1戦　日立製作所　9－2　ジェイプロジェクト
第2戦　三菱日立パワーシステムズ横浜　1－0　Honda熊本
第3戦　日立製作所　（不戦勝）　Honda熊本
第4戦　三菱日立パワーシステムズ横浜　9－0　ジェイプロジェクト
第5戦　ジェイプロジェクト　（不戦勝）　Honda熊本
第6戦　日立製作所　8－7　三菱日立パワーシステムズ横浜
（1位：日立製作所（3勝）、2位：三菱日立パワーシステムズ横浜（2勝1敗）＝ワイルドカード、3位：ジェイプロジェクト（1勝2敗）、4位：Honda熊本（3敗））
- 予選リーグBブロック

第1戦　新日鐵住金鹿島　6－5　東邦ガス
第2戦　セガサミー　5－2　JR東日本東北
第3戦　セガサミー　6－4　新日鐵住金鹿島
第4戦　東邦ガス　6－4　JR東日本東北
第5戦　新日鐵住金鹿島　3－0　JR東日本東北
第6戦　東邦ガス　6－4　セガサミー
（1位：東邦ガス（2勝1敗）、2位：セガサミー（2勝1敗）、3位：新日鐵住金鹿島（2勝1敗）、4位：JR東日本東北（3敗）＝1～3位は勝ち点の差による）
- 予選リーグCブロック

第1戦　三菱重工神戸・高砂　4－2　富士重工業
第2戦　NTT東日本　10－1　TDK
第3戦　NTT東日本　4－0　三菱重工神戸・高砂
第4戦　富士重工業　3－2　TDK
第5戦　TDK　8－0　三菱重工神戸・高砂
第6戦　富士重工業　3－2　NTT東日本
（1位：富士重工業（2勝1敗）、2位：NTT東日本（2勝1敗）、3位：TDK（1勝2敗）、4位：三菱重工神戸・高砂（1勝2敗）＝1・2位、3・4位は直接対戦の結果による）
- 準決勝

日立製作所　3－1　三菱日立パワーシステムズ横浜
富士重工業　3－2　東邦ガス
- 決勝

日立製作所　4－3　富士重工業
日立製作所が本戦出場

### 第58回JABA長野県知事旗争奪大会
- 予選リーグAブロック

第1戦　鷺宮製作所　3－1　永和商事ウイング
第2戦　日本製紙石巻　4－1　フェデックス
第3戦　永和商事ウイング　3－2　日本製紙石巻
第4戦　フェデックス　4－1　鷺宮製作所
第5戦　フェデックス　5－4　永和商事ウイング
第6戦　鷺宮製作所　5－3　日本製紙石巻
（1位：フェデックス（2勝1敗）、2位：鷺宮製作所（2勝1敗）、3位：永和商事ウイング（1勝2敗）、4位：日本製紙石巻（1勝2敗）＝1・2位、3・4位は直接対戦の結果による）
- 予選リーグBブロック

第1戦　Honda　5－3　三菱重工名古屋
第2戦　バイタルネット　10－3　伏木海陸運送
第3戦　Honda　3－2　バイタルネット
第4戦　三菱重工名古屋　12－2　伏木海陸運送
第5戦　Honda　8－1　伏木海陸運送
第6戦　三菱重工名古屋　5－4　バイタルネット
（1位：Honda（3勝）、2位：三菱重工名古屋（2勝1敗）、3位：バイタルネット（1勝2敗）、4位：伏木海陸運送（3敗））
- 予選リーグCブロック

第1戦　Honda鈴鹿　3－2　信越硬式野球クラブ
第2戦　東芝　2－1　カナフレックス
第3戦　東芝　7－0　信越硬式野球クラブ
第4戦　カナフレックス　2－1　Honda鈴鹿
第5戦　Honda鈴鹿　7－3　東芝
第6戦　信越硬式野球クラブ　5－1　カナフレックス
（1位：Honda鈴鹿（2勝1敗）、2位：東芝（2勝1敗）＝ワイルドカード、3位：信越硬式野球クラブ（1勝2敗）、4位：カナフレックス（1勝2敗）＝1・2位、3・4位は直接対戦の結果による）
- 準決勝

東芝　11－7　Honda
Honda鈴鹿　6－0　フェデックス
- 決勝

Honda鈴鹿　5－3　東芝

### 第67回JABA京都大会
- 予選リーグAブロック

第1戦　三菱重工神戸・高砂　7－3　トヨタ自動車
第2戦　NTT西日本　3－0　JR東日本
第3戦　三菱重工神戸・高砂　8－6　NTT西日本
第4戦　トヨタ自動車　4－3　JR東日本
第5戦　JR東日本　9－0　三菱重工神戸・高砂
第6戦　トヨタ自動車　1－0　NTT西日本
（1位：三菱重工神戸・高砂（2勝1敗）、2位：トヨタ自動車（2勝1敗）、3位：NTT西日本（1勝2敗）、4位：JR東日本（1勝2敗）＝1・2位、3・4位は直接対戦の結果による）
- 予選リーグBブロック

第1戦　富士重工業　6－5　日本新薬
第2戦　新日鐵住金東海REX　5－1　日本新薬
第3戦　パナソニック　5－3　富士重工業
第4戦　パナソニック　2－1　日本新薬
第5戦　新日鐵住金東海REX　4－0　富士重工業
第6戦　新日鐵住金東海REX　4－0　パナソニック
（1位：新日鐵住金東海REX（3勝）、2位：パナソニック（2勝1敗）、3位：富士重工業（1勝2敗）、4位：日本新薬（3敗））
- 予選リーグCブロック

第1戦　新日鐵住金かずさマジック　5－1　大阪ガス
第2戦　三菱重工広島　3－0　ニチダイ
第3戦　三菱重工広島　7－6　大阪ガス
第4戦　新日鐵住金かずさマジック　2－0　ニチダイ
第5戦　大阪ガス　6－1　ニチダイ
第6戦　三菱重工広島　3－0　新日鐵住金かずさマジック
（1位：三菱重工広島（3勝）、2位：新日鐵住金かずさマジック（2勝1敗）、3位：大阪ガス（1勝2敗）、4位：ニチダイ（3敗））
- 予選リーグDブロック

第1戦　日本生命　13－3　シティライト岡山
第2戦　新日鐵住金広畑　2－0　島津製作所
第3戦　日本生命　12－1　島津製作所
第4戦　新日鐵住金広畑　3－2　シティライト岡山
第5戦　日本生命　10－1　新日鐵住金広畑
第6戦　シティライト岡山　10－2　島津製作所
（1位：日本生命（3勝）、2位：新日鐵住金広畑（2勝1敗）、3位：シティライト岡山（1勝2敗）、4位：島津製作所（3敗））
- 準決勝

三菱重工神戸・高砂　2－1　新日鐵住金東海REX
三菱重工広島　7－0　日本生命
- 決勝

三菱重工広島　9x－8　三菱重工神戸・高砂　（延長12回＝12回からタイブレーク）
三菱重工広島が本戦出場

### 第69回JABAベーブルース杯争奪大会
- 予選リーグAブロック

第1戦　NTT東日本　5－3　JFE西日本
第2戦　カナフレックス　5－2　三菱重工名古屋
第3戦　NTT東日本　3－1　三菱重工名古屋
第4戦　JFE西日本　7－0　カナフレックス
第5戦　三菱重工名古屋　2－0　JFE西日本
第6戦　NTT東日本　2－0　カナフレックス
（1位：NTT東日本（3勝）、2位：JFE西日本（1勝2敗）、3位：三菱重工名古屋（1勝2敗）、4位：カナフレックス（1勝2敗）＝2～4位は勝ち点の差による）
- 予選リーグBブロック

第1戦　JFE東日本　8－4　JR東海
第2戦　三菱自動車岡崎　7－0　伏木海陸運送
第3戦　JR東海　8－7　伏木海陸運送
第4戦　三菱自動車岡崎　4－2　JFE東日本
第5戦　JFE東日本　9－2　伏木海陸運送
第6戦　JR東海　6－5　三菱自動車岡崎
（1位：JR東海（2勝1敗）、2位：三菱自動車岡崎（2勝1敗）、3位：JFE東日本（2勝1敗）、4位：伏木海陸運送（3敗）＝1～3位は勝ち点の差による）
- 予選リーグCブロック

第1戦　三菱日立パワーシステムズ横浜　14－0　七十七銀行
第2戦　中日ドラゴンズ　11－6　西濃運輸
第3戦　七十七銀行　2－0　西濃運輸
第4戦　中日ドラゴンズ　8－3　三菱日立パワーシステムズ横浜
第5戦　三菱日立パワーシステムズ横浜　2－0　西濃運輸
第6戦　中日ドラゴンズ　3－1　七十七銀行
（1位：中日ドラゴンズ（3勝）、2位：三菱日立パワーシステムズ横浜（2勝1敗）＝ワイルドカード、3位：七十七銀行（1勝2敗）、4位：西濃運輸（3敗））
- 準決勝

NTT東日本　9－0　三菱日立パワーシステムズ横浜
中日ドラゴンズ　6－0　JR東海
- 決勝

中日ドラゴンズ　2－1　NTT東日本
準優勝・NTT東日本の所属する関東地区の最終予選出場枠1増

### 第47回JABA東北大会
- 予選リーグAブロック

第1戦　JR東日本東北　2－0　トヨタ自動車東日本
第2戦　日本通運　5－3　ヤマハ
第3戦　ヤマハ　6－0　トヨタ自動車東日本
第4戦　JR東日本東北　5－1　日本通運
第5戦　日本通運　12－0　トヨタ自動車東日本
第6戦　ヤマハ　5－1　JR東日本東北
（1位：ヤマハ（2勝1敗）、2位：JR東日本東北（2勝1敗）、3位：日本通運（2勝1敗）、4位：トヨタ自動車東日本（3敗）＝1～3位は勝ち点および失点数の差による）
- 予選リーグBブロック

第1戦　JR北海道　1－0　信越硬式野球クラブ
第2戦　JX-ENEOS　6－1　TDK
第3戦　TDK　5－4　JR北海道
第4戦　JX-ENEOS　4－1　信越硬式野球クラブ
第5戦　TDK　3－2　信越硬式野球クラブ
第6戦　JX-ENEOS　8－1　JR北海道
（1位：JX-ENEOS（3勝）、2位：TDK（2勝1敗）、3位：JR北海道（1勝2敗）、4位：信越硬式野球クラブ（3敗））
- 予選リーグCブロック

第1戦　日本製紙石巻　7－6　セガサミー
第2戦　室蘭シャークス　8－7　バイタルネット
第3戦　セガサミー　7－4　室蘭シャークス
第4戦　日本製紙石巻　7－0　バイタルネット
第5戦　セガサミー　4－3　バイタルネット
第6戦　日本製紙石巻　3－1　室蘭シャークス
（1位：日本製紙石巻（3勝）、2位：セガサミー（2勝1敗）、3位：室蘭シャークス（1勝2敗）、4位：バイタルネット（3敗））
- 予選リーグDブロック

第1戦　日本生命　6－4　新日鐵住金鹿島
第2戦　きらやか銀行　7－6　七十七銀行
第3戦　日本生命　5－1　きらやか銀行
第4戦　七十七銀行　4－2　新日鐵住金鹿島
第5戦　七十七銀行　8－2　日本生命
第6戦　新日鐵住金鹿島　5－4　きらやか銀行
（1位：七十七銀行（2勝1敗）、2位：日本生命（2勝1敗）、3位：きらやか銀行（1勝2敗）、4位：新日鐵住金鹿島（1勝2敗）＝1・2位、3・4位は直接対戦の結果による）
- 準決勝

JX-ENEOS　7－0　七十七銀行
日本製紙石巻　8－7　ヤマハ
- 決勝

JX-ENEOS　2－1　日本製紙石巻
JX-ENEOSが本戦出場

### 第58回JABA北海道大会
- 予選リーグAブロック

第1戦　日本通運　6－4　七十七銀行
第2戦　王子　2－0　JX-ENEOS
第3戦　JX-ENEOS　4－3　七十七銀行
第4戦　日本通運　9－0　王子
第5戦　JX-ENEOS　4－3　日本通運
第6戦　王子　3－0　七十七銀行
（1位：日本通運（2勝1敗）、2位：JX-ENEOS（2勝1敗）、3位：王子（2勝1敗）、4位：七十七銀行（3敗）＝1～3位は勝ち点の差による）
- 予選リーグBブロック

第1戦　東京ガス　1－0　日本新薬
第2戦　室蘭シャークス　5－2　きらやか銀行
第3戦　きらやか銀行　6－2　東京ガス
第4戦　日本新薬　7－2　室蘭シャークス
第5戦　日本新薬　4－0　きらやか銀行
第6戦　室蘭シャークス　4－1　東京ガス
（1位：日本新薬（2勝1敗）、2位：室蘭シャークス（2勝1敗）、3位：きらやか銀行（1勝2敗）、4位：東京ガス（1勝2敗）＝1・2位、3・4位は直接対戦の結果による）
- 予選リーグCブロック

第1戦　日本生命　3－1　JR北海道
第2戦　日立製作所　2－0　Honda鈴鹿
第3戦　日本生命　4－1　Honda鈴鹿
第4戦　JR北海道　9－2　日立製作所
第5戦　JR北海道　9－2　Honda鈴鹿
第6戦　日本生命　1－0　日立製作所
（1位：日本生命（3勝）、2位：JR北海道（2勝1敗）＝ワイルドカード、3位：日立製作所（1勝2敗）、4位：Honda鈴鹿（3敗））
- 準決勝

日本生命　2－0　JR北海道
日本通運　11－2　日本新薬
- 決勝

日本通運　6－3　日本生命
日本通運が本戦出場

### 第69回JABA九州大会
- 予選リーグAブロック

第1戦　東芝　3－0　大阪ガス
第2戦　九州三菱自動車　5－2　Honda熊本
第3戦　Honda熊本　7－0　大阪ガス
第4戦　東芝　6－0　九州三菱自動車
第5戦　大阪ガス　7－6　九州三菱自動車
第6戦　Honda熊本　3－0　東芝
（1位：Honda熊本（2勝1敗）、2位：東芝（2勝1敗）、3位：大阪ガス（1勝2敗）、4位：九州三菱自動車（1勝2敗）＝1・2位、3・4位は直接対戦の結果による）
- 予選リーグBブロック

第1戦　三菱重工長崎　9－6　JR西日本
第2戦　東海理化　6－2　明治安田生命
第3戦　JR西日本　7－1　東海理化
第4戦　明治安田生命　6－5　三菱重工長崎
第5戦　三菱重工長崎　13－6　東海理化
第6戦　明治安田生命　6－4　JR西日本
（1位：明治安田生命（2勝1敗）、2位：三菱重工長崎（2勝1敗）、3位：JR西日本（1勝2敗）、4位：東海理化（1勝2敗）＝1・2位、3・4位は直接対戦の結果による）
- 予選リーグCブロック

第1戦　宮崎梅田学園　7－4　西部ガス
第2戦　Honda　5－1　王子
第3戦　王子　9－4　宮崎梅田学園
第4戦　Honda　11－1　西部ガス
第5戦　Honda　5－2　宮崎梅田学園
第6戦　王子　8－6　西部ガス
（1位：Honda（3勝）、2位：王子（2勝1敗）、3位：宮崎梅田学園（1勝2敗）、4位：西部ガス（3敗））
- 予選リーグDブロック

第1戦　日立製作所　6－5　鮮ど市場ゴールデンラークス
第2戦　NTT西日本　2－0　JR九州
第3戦　鮮ど市場ゴールデンラークス　1－0　NTT西日本
第4戦　日立製作所　7－3　JR九州
第5戦　JR九州　8－3　鮮ど市場ゴールデンラークス
第6戦　NTT西日本　2－1　日立製作所
（1位：NTT西日本（2勝1敗）、2位：日立製作所（2勝1敗）、3位：JR九州（1勝2敗）、4位：鮮ど市場ゴールデンラークス（1勝2敗）＝1・2位、3・4位は直接対戦の結果による）
- 準決勝

Honda　2－1　明治安田生命
NTT西日本　6－2　Honda熊本
- 決勝

NTT西日本　2－1　Honda
NTT西日本が本戦出場

## 地区最終予選

### 北海道地区
- 代表決定リーグ戦（2回戦制）

第1戦　JR北海道　2－0　航空自衛隊千歳
第2戦　室蘭シャークス　4－0　航空自衛隊千歳
第3戦　JR北海道　2－0　室蘭シャークス
第4戦　JR北海道　8－0　航空自衛隊千歳
第5戦　室蘭シャークス　7－2　航空自衛隊千歳
第6戦　JR北海道　3－1　室蘭シャークス
（1位：JR北海道（4勝）、2位：室蘭シャークス（2勝2敗）、3位：航空自衛隊千歳（4敗））
JR北海道が本戦出場

### 東北地区
- 1回戦

七十七銀行　6－0　TDK
JR東日本東北　13－3　トヨタ自動車東日本
日本製紙石巻　7－2　きらやか銀行
JR盛岡　6－5　JR秋田
- 準決勝

JR東日本東北　3－2　七十七銀行
日本製紙石巻　3－0　JR盛岡
- 代表決定戦

JR東日本東北　4－2　日本製紙石巻
JR東日本東北が本戦出場

### 北信越地区
- 1回戦

フェデックス　5－1　信越硬式野球クラブ
- 準決勝

フェデックス　14－6　JR新潟
伏木海陸運送　6－2　バイタルネット
- 代表決定戦

フェデックス　6x－5　伏木海陸運送
フェデックスが本戦出場

### 関東地区
- 1回戦

東芝　5－2　JR東日本
セガサミー　2－1　オールフロンティア
富士重工業　18－0　日本ウェルネススポーツ大学・東京
三菱日立パワーシステムズ横浜　8－1　JR水戸
新日鐵住金鹿島　11－3　深谷組
鷺宮製作所　3－0　JR千葉
新日鐵住金かずさマジック　5－1　日本ウェルネススポーツ大学
NTT東日本　5－0　明治安田生命
- 代表決定戦

東芝　5－3　Honda
富士重工業　4－3　セガサミー
新日鐵住金鹿島　2－0　三菱日立パワーシステムズ横浜
鷺宮製作所　4－0　新日鐵住金かずさマジック
NTT東日本　5－2　JFE東日本
東芝、富士重工業、新日鐵住金鹿島、鷺宮製作所、NTT東日本が本戦出場

### 東海地区
- 1回戦

三菱自動車岡崎　7－0　日本プロスポーツ専門学校
新日鐵住金東海REX　2－0　ジェイプロジェクト
王子　3－2　東海理化
- 2回戦

永和商事ウイング　8－1　三菱自動車岡崎
ヤマハ　4－2　新日鐵住金東海REX
三菱重工名古屋　5－4　西濃運輸
王子　3－2　JR東海
- 敗者復活1回戦

新日鐵住金東海REX　6－0　日本プロスポーツ専門学校
西濃運輸　8－3　東海理化
JR東海　3－1　ジェイプロジェクト
- 代表決定戦

ヤマハ　8－2　永和商事ウイング
王子　2－0　三菱重工名古屋
- 敗者復活2回戦

新日鐵住金東海REX　7－4　三菱自動車岡崎
JR東海　4－2　西濃運輸
- 敗者復活代表決定戦

新日鐵住金東海REX　6－1　三菱重工名古屋
JR東海　3－2　永和商事ウイング
ヤマハ、王子、新日鐵住金東海REX、JR東海が本戦出場

### 近畿地区
- 1回戦

ニチダイ　2－1　履正社学園
島津製作所　4－3　甲賀健康医療専門学校
- 2回戦

カナフレックス　4－0　ニチダイ
パナソニック　4－2　三菱重工神戸・高砂
大阪ガス　4－1　新日鐵住金広畑
日本生命　6－2　島津製作所
- 敗者復活1回戦

新日鐵住金広畑　12－0　履正社学園
三菱重工神戸・高砂　11－5　甲賀健康医療専門学校
- 敗者復活2回戦

新日鐵住金広畑　6－3　島津製作所
ニチダイ　2－0　三菱重工神戸・高砂
- 代表決定戦

パナソニック　1－0　カナフレックス
日本生命　9－5　大阪ガス
- 敗者復活3回戦

新日鐵住金広畑　5－0　カナフレックス
大阪ガス　8－0　ニチダイ
- 敗者再復活1回戦

ニチダイ　6－4　カナフレックス
- 敗者復活代表決定戦

大阪ガス　5－3　新日鐵住金広畑
- 敗者再復活代表決定戦

新日鐵住金広畑　4－2　ニチダイ
パナソニック、日本生命、大阪ガス、新日鐵住金広畑が本戦出場

### 中国地区
- 1回戦

シティライト岡山　9－0　三菱自動車倉敷オーシャンズ
伯和ビクトリーズ　3－2　ツネイシ
JFE西日本　3－2　光シーガルズ
- 2回戦

シティライト岡山　5－1　JR西日本
JFE西日本　4－1　伯和ビクトリーズ
- 敗者復活1回戦

ツネイシ　10－2　三菱自動車倉敷オーシャンズ
- 敗者復活2回戦

光シーガルズ　5－4　ツネイシ
JR西日本　10－3　伯和ビクトリーズ
- 代表決定戦

JFE西日本　13－3　シティライト岡山　（7回コールド）
- 敗者復活3回戦

JR西日本　8－7　光シーガルズ
- 敗者復活代表決定戦

JR西日本　9－0　シティライト岡山
JFE西日本、JR西日本が本戦出場

### 四国地区
- 1次リーグ戦（2回戦制）

第1戦　四国銀行　8－7　JR四国
第2戦　JR四国　6－3　アークバリア
第3戦　四国銀行　8－1　アークバリア
第4戦　四国銀行　2－1　JR四国
第5戦　JR四国　6－1　アークバリア
第6戦　アークバリア　10－0　四国銀行
（1位：四国銀行（3勝1敗）、2位：JR四国（2勝2敗）、3位：アークバリア（1勝3敗））
- 代表決定対抗戦（2戦先勝）

第1戦　JR四国　6－5　四国銀行
第2戦　四国銀行　3－1　JR四国
第3戦　JR四国　3－2　四国銀行
JR四国が本戦出場

### 九州地区
- 1回戦

沖縄電力　6－1　日本ウェルネススポーツ大学北九州
宮崎梅田学園　7－3　エナジック
鮮ど市場ゴールデンラークス　7－5　新日鐵住金大分
西部ガス　6－1　沖データ・コンピュータ教育学院
Honda熊本　7－0　苅田ビクトリーズベースボールクラブ
九州三菱自動車　15－2　九州工科自動車専門学校
JR九州　6－1　九州総合スポーツカレッジ
- 2回戦

三菱重工長崎　14－1　沖縄電力
宮崎梅田学園　12－5　鮮ど市場ゴールデンラークス
Honda熊本　1－0　西部ガス
九州三菱自動車　4－1　JR九州
- 準決勝

三菱重工長崎　4－2　宮崎梅田学園
Honda熊本　9－2　九州三菱自動車
- 敗者復活1回戦

九州三菱自動車　7－6　宮崎梅田学園
- 代表決定戦

三菱重工長崎　8－0　Honda熊本
- 敗者復活代表決定戦

Honda熊本　5－4　九州三菱自動車
三菱重工長崎、Honda熊本が本戦出場